# Axelpress
Axelpress är en styrketräningsövning där en vikt pressas uppåt ovanför huvudet med hjälp av axelmusklerna. Denna övning går också att utföra i maskin vilket kan vara bra för nybörjare då det är enklare.

## Galleri

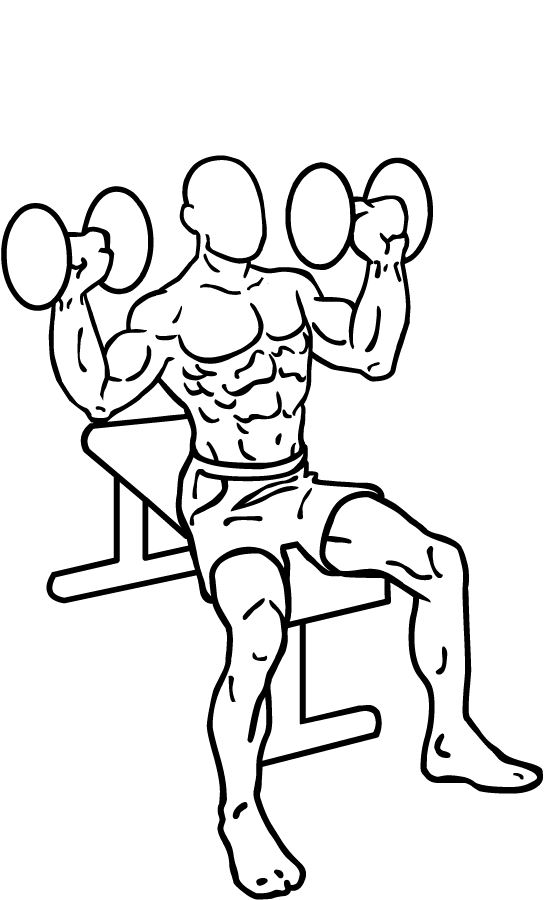
Hantlar startpunkt
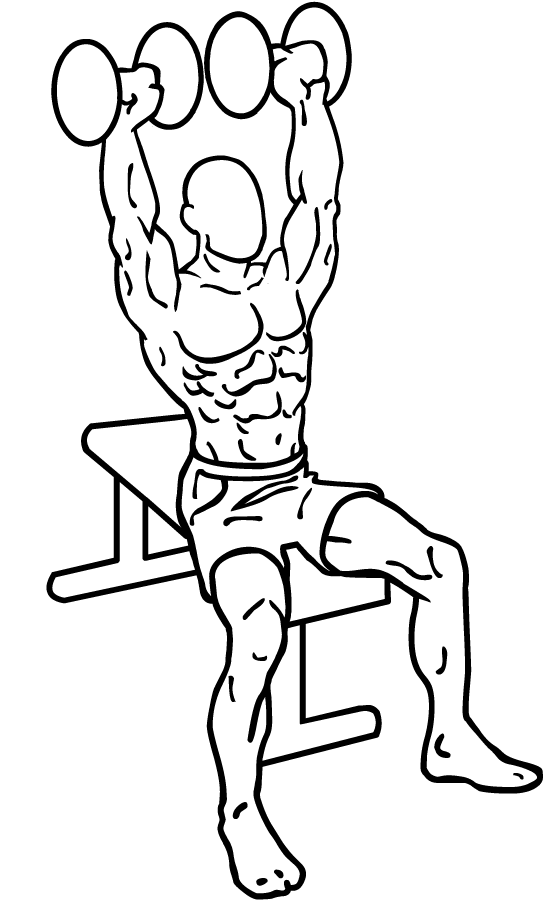
Hantlar slutpunkt